# هذيان الصحو
هذيان الصحو (بالإنجليزية: Emergence delirium أو agitated emergence أو emergence agitation أو emergence excitement او postanesthetic excitement)‏ هو حالة الصحو من تخدير عام يرافقه هياج حركي نفسي. يرى البعض مشاهد هلع النوم أما الأخرون فيرون مرحلة الإثارة من التخدير.

## الأطفال
يستعمل مقياس هذيان الصحو من التخدير للأطفال لقياس شدة هذه الحالة في الأطفال.

## الانتشار
إن نسبة وقوع هذيان الصحو هو 5.3٪، وترتفع النسبة في الأطفال إلى 12–13٪. وتتراوح النسبة ما بين 2–55٪ في حالة استعمال هالوثان أو آيزوفلوران أو سيفوفلوران أو ديسفلوران.